# Vi bygger landet (film)
Vi bygger landet är en norsk svartvit dramafilm från 1936 i regi av Olav Dalgard. Tillsammans med filmerna Norge for folket (1936) och By og land hand i hand (1937) ingår den i den så kallade arbetartrilogin.

## Rollista
- Georg Løkkeberg – Georg Larsen
- Rønnaug Alten – Tora Knudsen
- Oscar Egede-Nissen – Ole Larsen
- Fredrik Barth – Bredesen jr.
- Jens Holstad – Larsen
- Tryggve Larssen – Svart-Pelle
- Toralf Sandø – Knudsen, byggnadsarbetare
- Eva Steen – fru Larsen